# 리베라컨트리클럽
리베라컨트리클럽(Riviera Country Club, Riviera CC)은 경기도 화성시 청계동에 있는 골프장이다. 1967년 서울특별시 관악구 신림동에서 개장한 관악컨트리클럽 부지가 대한민국 정부에 의해 서울대학교 이전 부지로 징발되면서 1971년 현재의 위치로 옮겨왔으며, 2001년 신안그룹에 인수되어 현재의 이름으로 개칭하였다. 과거에는 도시 외곽의 전원 지역이었으나 주변이 개발되어 현재는 4면이 동탄신도시에 둘러싸여 있다.